# داخوفسکایا
داخوفسکایا (به لاتین: Dakhovskaya) یک منطقهٔ مسکونی در روسیه است که در آدیغیه واقع شده‌است.